# Karl Gustav von Soldan
Karl Gustav Graf von Soldan (* in Schwedisch-Pommern; † 10. August 1746 in Tost in Oberschlesien) war ein preußischer Oberst und Chef des Husaren-Regiments von Soldan.

## Leben
Soldan stand 24 Jahre in schwedischen Diensten, bevor er in die Preußische Armee wechselte. Im Jahr 1739 wurde er Major in Husarenregiment „Brunikowsky“. Nach der Entlassung von Oberst Isidor von Hoditz wurde er 1743 Chef von dessen Husaren-Regiment, welches später das Husaren-Regiment „von Schill“ (1. Schlesisches) Nr. 4 wurde. Am 10. August 1746 starb Soldan in Tost in Oberschlesien.
Er nahm an beiden Schlesischen Kriegen teil und kämpfte in den Gefechten bei Habelschwerdt, Großstrelitz und Landshut sowie mit Auszeichnung in der Schlacht bei Kesselsdorf.
Er war verheiratete und soll eine Tochter gehabt haben, die 1749 nach Polen verheiratet wurde.